# Баротов Тимур Хікматуллович
Ти́мур Хікмату́ллович Баро́тов (нар. 20 квітня 1972) — український військовик, морський офіцер, капітан II рангу запасу ВМС ЗС України, заступник голови Спілки офіцерів України в Севастополі, громадський діяч, журналіст, актор, режисер (брав участь у створенні документальних фільмів «Тризуб Нептуна», «Українська революція», «Коли говорять тіні» та інші). Під час війни на сході України — боєць батальйону «Айдар».

## Життєпис
За національністю таджик.
Військовий журналіст. Службу проходив у телерадіокомпанії «Бриз» Міністерства оборони України в Севастополі. Остання посада — редактор редакції радіо ТРК «Бриз».
Після виходу в запас (2010) капітан II рангу Тимур Баротов зайняв активну громадянську позицію, продовжуючи працювати задля розвитку та популяризації Збройних Сил України. Обіймаючи посаду заступника голови Севастопольської організації Спілки офіцерів України, брав участь у багатьох заходах, що сприяли поширенню патріотичних ідей серед молоді, а також запропонував низку пропозицій до парламентських слухань на тему: «Про стан та перспективи розвитку Військової організації та сектору безпеки України».
Успішно розвиває український військово-документальний і художній кінематограф: зіграв поручника Андрієнка у фільмі Івана Канівця «Українська революція», виступив режисером і продюсером стрічки «Коли говорять тіні» (побачила світ 2013 року).
У вересні 2013 року Тимур Баротов розпочав зйомки документального фільму «Морськими дорогами Тараса» (за книгою Мирослава Мамчака «Тарас Шевченко і флот»).
23 лютого 2014 року Баротова було запрошено до участі у мітингу-реквіємі пам'яті кримськотатарського громадсько-політичного діяча, муфтія мусульман Криму, України, Білорусі, Польщі та Литви Номана Челебіджіхана.
У березні 2014 року під час українсько-російського конфлікту в АР Крим координував евакуацію кримських татар до Львова.
Сприяв реалізації ідеї пластового куреня «Чорноморці», яка полягала в тому, аби підійняти на Львівській ратуші прапор ВМС України задля моральної підтримки українських вояків у Криму. Мер міста Андрій Садовий схвалив ідею і віддав розпорядження підняти стяг 5 березня 2014 року.
Під час війни на сході України був бійцем батальйону «Айдар», обіймав посаду командира роти.

## Фільмографія
| Рік  |     | Українська назва          | Оригінальна назва | Роль               |
| ---- | --- | ------------------------- | ----------------- | ------------------ |
| 2012 | док | Українська революція      |                   | поручник Андрієнко |
| 2013 | док | Коли говорять тіні        |                   | режисер фільму     |
| ?    | док | Морськими дорогами Тараса |                   | режисер фільму     |

## Нагороди та відзнаки
- Орден Богдана Хмельницького III ст. (25 грудня 2015) — за особисту мужність і самовідданість, виявлені у захисті державного суверенітету та територіальної цілісності України, високий професіоналізм, вірність військовій присязі[10]
- Медаль «За військову службу Україні»
- Медаль «15 років Збройним Силам України»
- Медаль «За сумлінну службу» II ст.
- Медаль «За сумлінну службу» III ст.
- Пам'ятна відзнака «15 років Військово-Морським Силам України»
- Відзнака «За заслуги перед ВМС України»
- Пам'ятна медаль «90 років Військово-морському прапору України»
- Нагрудна відзнака ВМС ЗС України «За зміцнення бойової готовності ВМС»